# جمال حمدان (ممثل)
جمال حمدان (20 فبراير 1958) هو ممثل وممثل صوت لبناني.

## فيلموغرافيا

### المسلسلات
- مسلسل هلا . 1986
- مسلسل ندم . 1989
- مسلسل أجيال . 2010
- مسلسل السبع وصايا . 2014
- مسلسل أرض النعام . 2015
- مسلسل جواز سفر . 2023

### الافلام
- فيلم الانفجار . 1982
- بحلم يا دنيا بجد (فيلم قصير) . 2008
- عالخط (فيلم قصير) . 2011

### مسرحيات
| السنة | العنوان   | الدور      | مصدر  |
| ----- | --------- | ---------- | ----- |
| 2013  | ويلن لأمة | دكتور صلاح | [ 6 ] |

### أدوار الدبلجة
- 1001 اختراع ومكتبة الأسرار[7]
- أصحاب الكهف
- أطلنطس: الإمبراطورية المفقودة - هاركورت (النسخة العربية الفصحى)[8]
- الأحلام الذهبية
- دافي داك ومطاردو الخرافة - عدد خلايا الدم، المذيع، الراوي
- دكتور هو
- روبن هود (فيلم 1973) - الأمير جون (النسخة العربية الفصحى)[9]
- عودة أطلنطس (النسخة العربية الفصحى)[10]
- المختار الثقفي - عمر بن سعد

## وصلات خارجية
- جمال حمدان  على فيسبوك.
- جمال حمدان على موقع IMDb (الإنجليزية)
- جمال حمدان على موقع قاعدة بيانات الأفلام العربية